# Amt Ducherow

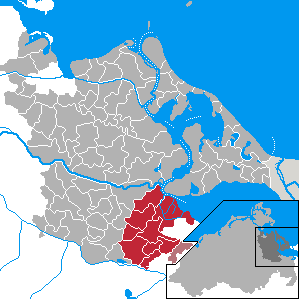
Amt Ducherow im Landkreis Ostvorpommern

Im Amt Ducherow (Landkreis Ostvorpommern in Mecklenburg-Vorpommern) waren seit 1992 die elf Gemeinden Bargischow, Bugewitz, Ducherow, Löwitz, Lübs, Neuendorf A, Neu Kosenow, Rathebur, Rossin, Schwerinsburg und Wietstock zur Erledigung ihrer Verwaltungsgeschäfte zusammengeschlossen. Der Sitz der Amtsverwaltung befand sich in der Gemeinde Ducherow. Lübs wechselte am 1. Januar 1998 in den Landkreis Uecker-Randow. Die Gemeinde Schwerinsburg wurde am 13. Juni 2004 nach Löwitz eingemeindet. Am 1. Januar 2005 wurde das Amt Ducherow aufgelöst, dessen verbliebene neun Gemeinden zusammen mit den Gemeinden der ebenfalls aufgelösten Ämter Krien und Spantekow das neue Amt Anklam-Land bilden.